# Marius-Nicolae Alecsandru
Marius-Nicolae Alecsandru (n.  ?) este un deputat român, ales în 2024 din partea USR. 